# Paul Fort
Jules-Jean-Paul Fort (Reims, 1º febbraio 1872 – Montlhéry, 20 aprile 1960) è stato un poeta e drammaturgo francese.

## Biografia
I suoi primi poemi furono pubblicati sul "Mercure de France" nel 1896; sono il nucleo iniziale delle "Ballades françaises", che vennero a costituire un'opera continua, durata fino alla sua morte. Fondò il "Théâtre d'Art", che divenne poi il "Théâtre de l'Œuvre" e, nel 1905, la rivista "Vers et Prose", contribuendo a dare al quartiere parigino di Montparnasse la sua nomea di quartiere artistico.
La sua opera poetica è molto abbondante, con un mix di simbolismo, semplicità e lirismo. Utilizza molto spesso il versetto.
Paul Fort fu in contatto con i più noti scrittori e poeti della sua epoca: Paul Verlaine, Stéphane Mallarmé, Pierre Louÿs o André Gide. Alcune poesie furono musicate e cantate da Georges Brassens: "Le Petit cheval", "La Marine", "Comme hier". 
Ammiratore del teatro di Maurice Maeterlinck, volle fare in modo che le sue opere potessero essere rappresentate sulla scena. Per questo, nel 1890 fondò, insieme con Lugné-Poe, il "Théâtre d'Art", che contribuì a far scoprire i drammaturghi nordici Henrik Ibsen e August Strindberg.
Fu anche il portavoce del Futurismo nelle riunioni alle Closerie de Lilas.
Divenne Commendatore della Legion d'onore e fu eletto Principe dei Poeti nel 1912.
Nel 1956, sposò Germaine Georgette Claire Pouget. 
Paul Fort è sepolto a Montlhéry, nella sua tenuta di Argenlieu.

## Opere
- Les Chroniques de France (1922-1949)
- Mes Mémoires. Paris, Flammarion, 1944, In-16 (185 x 120), 235 p.

Poesia
- Les Ballades françaises (circa 40 volumi) (dal 1896 al 1958)

Teatro
- Louis XI, curieux homme (1921)
- Ysabeau (1924), stampa di lusso su abbonamento stampata in 230 esemplari e illustrata da Pierre Girieud (1935)
- Le Camp du Drap d'or (1926)
- Les Compères du roi Louis (1926)
- Guillaume le Bâtard (1928)

Romanzi fantastici e umoristici
- Contes de ma sœur l'oie (stampa di lusso su abbonamento stampata in 230 esemplari e illustrata da Severini) (1931)
- L'Homme tombé du paradis (stampa di lusso su abbonamento stampata in 230 esemplari e illustrata da Ginette d'Yd) (193?)

Altre opere
- Chants du malheurs et chansons du bonheur (stampa di lusso su abbonamento stampata in 230 esemplari e illustrata da Pierre Girieud) (1935)
- L'Arche de Noé (stampa di lusso su abbonamento stampata in 230 esemplari e illustrata da Ginette d'Yd)